# HD 8375
HD 8375，又名BD+33 220，SAO 54654、HR 396，是一颗恒星，视星等为6.29，位于銀經130.47，銀緯-28.16，其B1900.0坐标为赤經1h 17m 57.1s，赤緯+33° -28.16′ 12″。